# Van Halen
Van Halen (транскр.  Ван Хејлен) био је амерички хард рок бенд којег су основали браћа Еди и Алекс ван Хејлен у Пасадени 1972. године.

## Чланови бенда
- Еди ван Хејлен — главни вокали, клавијатура, пратећи вокали (1972—2020); главни вокали (1972—1974)
- Алекс ван Хејлен — бубњеви, перкусије (1972—2020)
- Дејвид Ли Рот — главни вокали, акустична гитара (1974—1985, 1996, 2007—2020)
- Волфганг ван Хејлен — бас-гитара, пратећи вокали (2006—2020)
- Марк Стоун — бас-гитара, пратећи вокали (1972—1974)
- Мајкл Ентони — бас-гитара, пратећи вокали (1974—2006)
- Сами Хагар — главни вокали, ритам гитара (1985—1996, 2003—2005)
- Гари Шерон — главни вокали (1996—1999)

## Дискографија
- Van Halen (1978)
- Van Halen II (1979)
- Women and Children First (1980)
- Fair Warning (1981)
- Diver Down (1982)
- 1984 (1984)
- 5150 (1986)
- OU812 (1988)
- For Unlawful Carnal Knowledge (1991)
- Balance (1995)
- Van Halen III (1998)
- A Different Kind of Truth (2012)